# Меру (вулкан)
Ме́ру — активный стратовулкан в восточной Африке в области Аруша на севере Танзании. Вулкан расположен в восточной части большой рифтовой долины в 40 км на юго-запад от горы Килиманджаро и является пятой по высоте вершиной Африки (после вулкана Килиманджаро, горы Кения, пика Маргерита и горы Рас-Дашен), а также второй вершиной Танзании (после Килиманджаро).
Около 250 тысяч лет назад серия сильных извержений, возможной причиной которых является образование озера в кратере вулкана, привела к тому, что была разрушена его вершина и смыта вся восточная часть вулкана. Связанные с этим событием лавины были столь велики, что достигли западного склона горы Килиманджаро. Последнее извержение датировано 1910 годом, с тех пор активность вулкана незначительна.
С запада вулкан имеет коническую форму, однако на восточном склоне расположена кальдера шириной 5 км, сформированная около 7800 лет назад. Паразитические и лавовые конусы расположены со всех сторон вулкана, внизу северного склона находится зарождающийся вулкан. Активный пепельный конус сформировал симметричный конус внутри разлома кальдеры. Между ним и основной стеной кальдеры расположено второе место выхода лавы, которая покрыла почти всю поверхность кальдеры. 
В настоящее время гора состоит из двух пиков: большой Меру, который также носит название пик Социализма, имеет высоту 4562,13 метров, малый Меру — 3820 метров. Дно кратера находится на уровне 2400 метров, а пепельный конус поднимается до 3667 метров. Обрыв между вершиной горы и пепельным конусом достигает 2000 м в высоту и является одним из самых высоких обрывов в мире. Нижний участок горы растёт до 2100 м и имеет небольшой наклон, после чего угол наклона резко возрастает. Общий уровень наклона составляет 30 градусов.
Вересковая растительность начинается на высоте 3000 м. В зоне кустарников преобладают древовидный вереск и Stoebe kilimandscharica (кустарник из семейства сложноцветных), которые образуют заросли до 4 метров в высоту. Вулкан расположен в национальном парке Аруша. До того как вулкан стал частью парка в 1967 году было разрешено восхождение по северному и западному склонам горы. В настоящее время это незаконно. В то же время существует возможность восхождения по пепельному конусу, для которого требуется специальное разрешение парка и которое рекомендуется только в исследовательских целях.
Первое горовосхождение оспаривается между Виктором Карлом Улигом в 1901 году и Фритцем Джаегером в 1904 году. Из-за своего расположения гора не пользуется популярностью среди туристов и горовосходителей, которые предпочитают горы Килиманджаро и Кения, а также кратер Нгоронгоро, которые находятся неподалёку.

## Галерея
|                            |                             |                          |                                            |                             |
| Вулкан Меру с Момелла-Гейт | Вулкан Меру из города Аруша | Вулкан Меру с Мачаме-Хут | Вид на вершину Меру с вершины Килиманджаро | Новый конус внутри кальдеры |